# Jägerhorn
Pour les articles homonymes, voir Jägerhorn (homonymie).
Le Jägerhorn (littéralement « corne du chasseur » en allemand) est un sommet des Alpes valaisannes situé à la frontière entre la Suisse (canton du Valais) et l'Italie (Piémont), qui culmine à 3 969 ou 3 970 m d'altitude.
Situé 2 km au nord de la pointe Dufour (mont Rose), il domine le glacier du Gorner au nord-ouest et le glacier du Belvédère (it) à l'est.